# 诺基亚6030
诺基亚 6030是由诺基亚公司出品的一款移动电话产品，是一款入门级商务手机。外壳颜色主要有黑色和银色两种。支持 Java MIDP 2.0，支持通过“空中传送”下载基于 Java 的应用软件和游戏。